# Neoneuromus tonkinensis
Neoneuromus tonkinensis  (лат.) — вид большекрылых насекомых из семейства Corydalidae. Представители распространены на юго-востоке Китая и во Вьетнаме, тяготея к областям с тропическим климатом. Лёт взрослых насекомых в различных районах отмечен в апреле—мае и в августе—сентябре; предположительно, в течение года развивается два поколения.

## Строение
Длина тела взрослых насекомых составляет 3,5—5 см. Общая окраска буро-чёрная, бледно-жёлтая на вентральной стороне головы и элементах ротового аппарата. Полупрозрачные крылья более тёмные в дистальной части; длина передних крыльев — 4,4—5,6 мм, задних — 3,9—5,0 мм. У самцов девятый стернит несёт апикальную вырезку, десятый стернит лишён лопастей и постерио-латеральных выростов.

## Иллюстрации

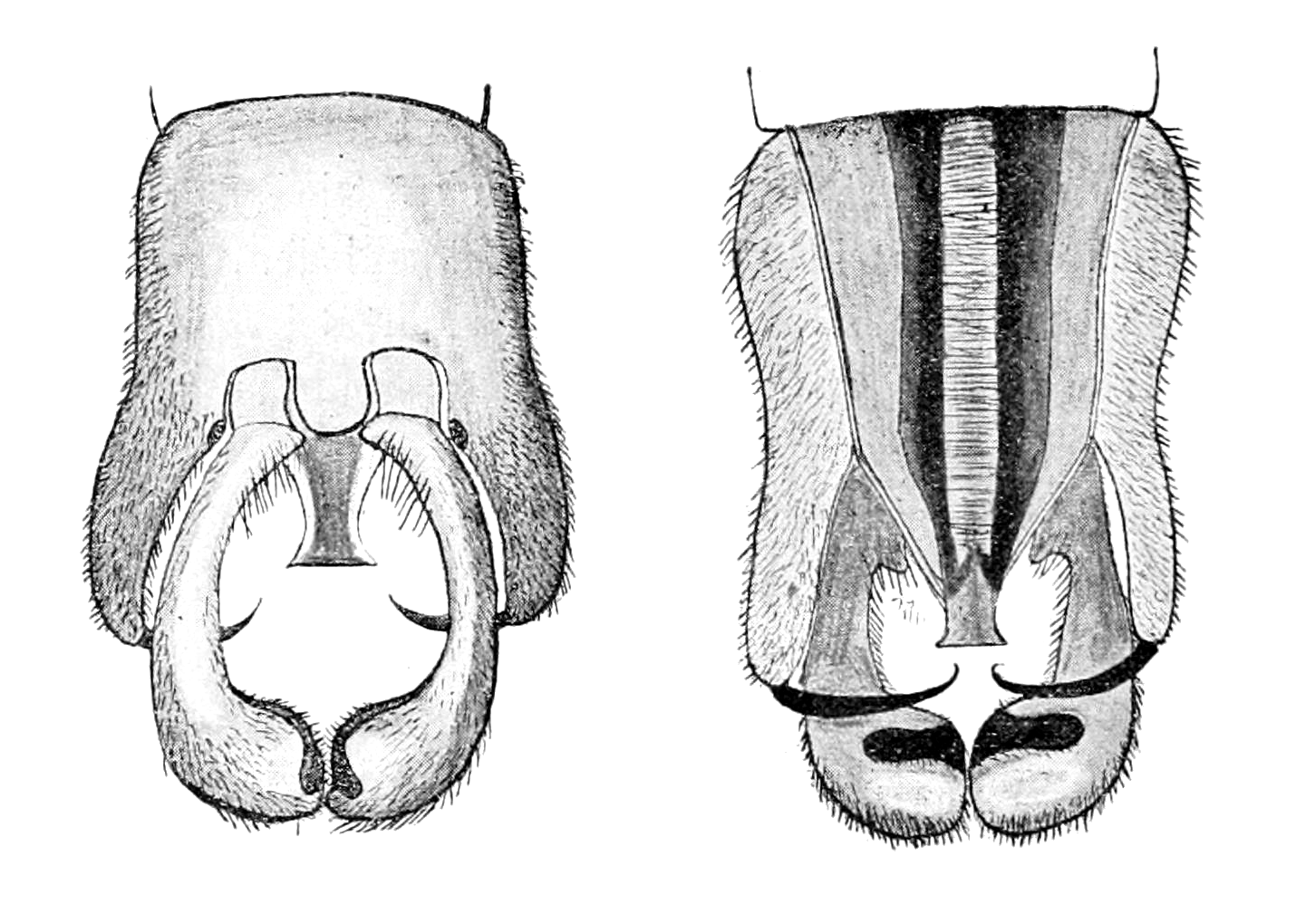
Задняя часть брюшка самца